# Lin Chueh-Chen
Lin Chueh-Chen (2 de noviembre de 1982) es un deportista taiwanés que compitió en judo. Ganó una medalla de bronce en el Campeonato Asiático de Judo de 2005 en la categoría de –60 kg.

## Palmarés internacional
| Representando a China Taipéi |                      |                   |           |
| Campeonato Asiático          |                      |                   |           |
| Año                          | Lugar                | Medalla           | Categoría |
| 2005                         | Taskent (Uzbekistán) | Medalla de bronce | –60 kg    |